# 敦賀インターチェンジ

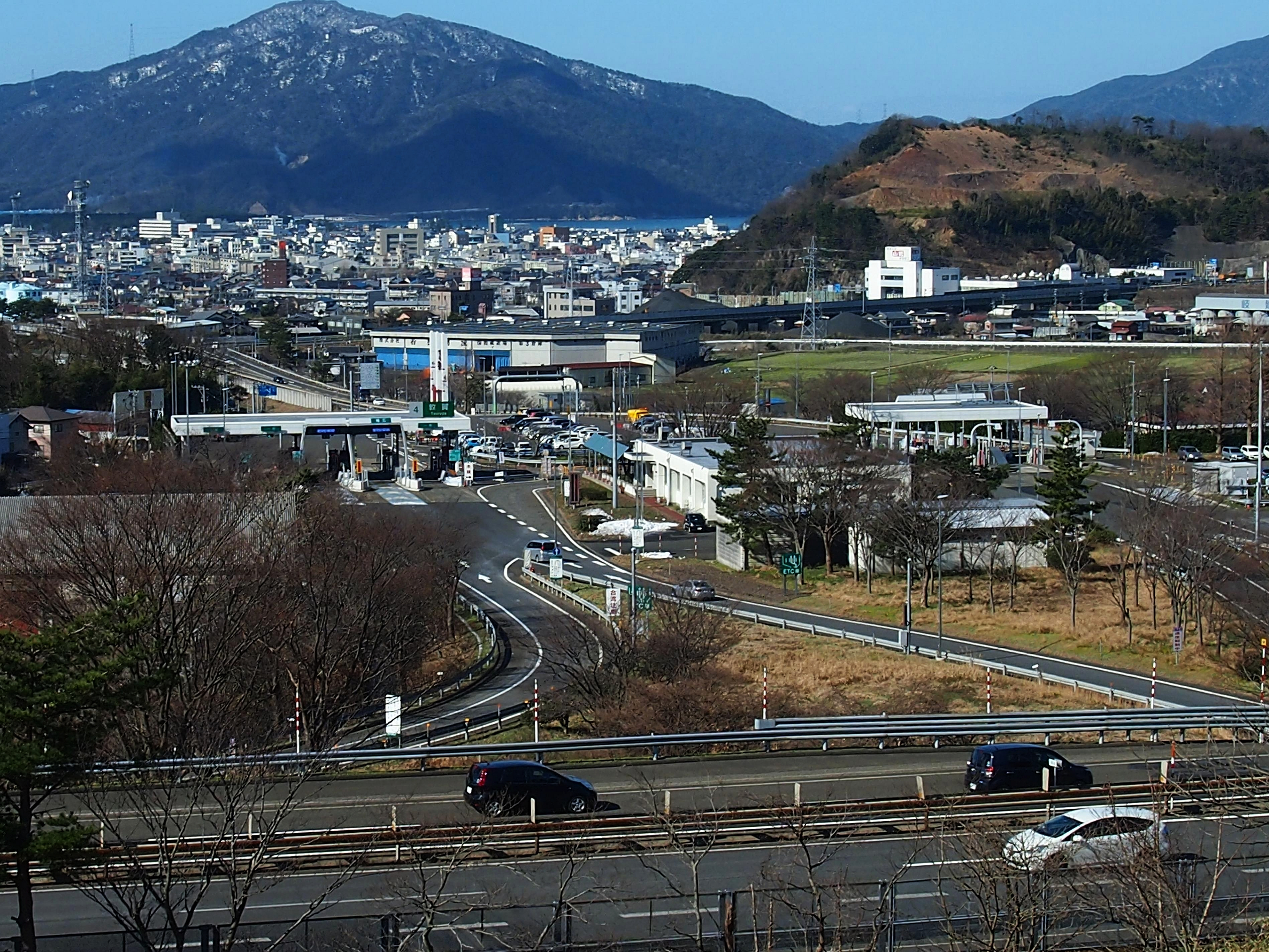
敦賀インターチェンジ

敦賀インターチェンジ（つるがインターチェンジ）は、福井県敦賀市井川にある北陸自動車道のインターチェンジである。

## 概要
当ICの北方には、上り線が下り線をオーバークロスする部分があり、杉津PAの付近も含め上り・下りの車線が逆転する。また南方の敦賀JCTで舞鶴若狭自動車道と接続する。山間部にあるため、北隣の今庄ICとは約22km、南隣の木之本ICとは約24km離れている。

## 歴史
- 1977年（昭和52年）12月8日 - 北陸自動車道の当IC - 武生IC間の開通に伴い[1][6][7]、供用開始[1][2]。開通当初、当IC - 今庄IC間は暫定2車線での供用[7][8]。
- 1980年（昭和55年）
  - 4月7日 - 敦賀IC - 米原JCT間が開通[1][6]。開通に伴い名神高速道路と接続。
  - 6月13日 - 当IC - 今庄IC間が4車線化[9]。

## 道路
- E8 北陸自動車道（4番）
- 接続する道路：国道8号（敦賀バイパス）[2]

## 料金所
- ブース数：8

### 入口
- ブース数：3
  - ETC専用：1
  - ETC•一般：1
  - 一般：1

### 出口
- ブース数：5
  - ETC専用：2
  - 一般：3

## 周辺
- 敦賀きらめき温泉リラ・ポート
- ヤマトタカハシ 敦賀昆布館
- 日本海さかな街
- 西日本旅客鉄道（JR西日本）北陸新幹線・北陸本線・小浜線、ハピラインふくい線 敦賀駅 - 徒歩20分強
- 敦賀港
- 金ヶ崎緑地
- 敦賀赤レンガ倉庫
- 人道の港 敦賀ムゼウム
- 旧敦賀港駅舎（敦賀鉄道資料館）

## バス停留所

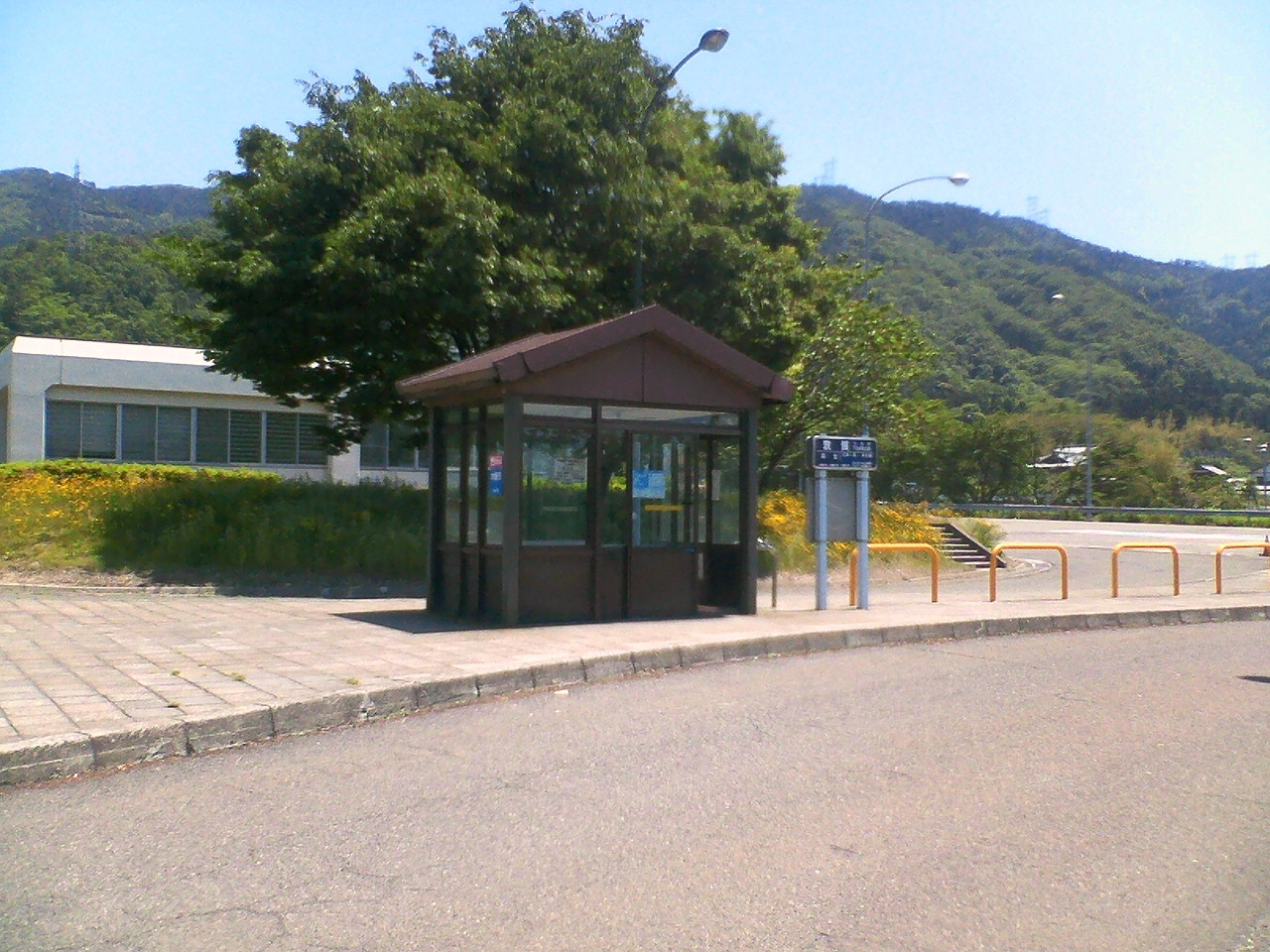
敦賀BS（写真奥が乗降場所）

敦賀バスストップ（敦賀BS）は、敦賀インター出入口の間に挟まれた場所にある北陸自動車道のバスストップ（停留所）である。
構造上、駐車場からは歩道のないランプウェイを歩く必要がある。一般道側に車寄せがある。バス停には簡単な待合室が設置されている。
バス停の道路は許可を受けた車両（路線バス・NEXCO中日本の車両など）しか通行できないが、本線の冬用タイヤ・チェーン規制時には、チェックを受けた車両が本線に戻るときに通行する。

### 停車するバス
- 北陸道特急バス金沢 - 名古屋線（福井鉄道・京福バス・名鉄バス・JR東海バス）
- 福井 - 大阪線（京福バス・福井鉄道）
- 福井 - 東京線「昼特急」（福井鉄道・京福バス）※運休中
- ドリーム福井号（福井鉄道・京福バス）※運休中
- 青春ドリーム福井号（JRバス関東）※運休中

## 隣
E8 北陸自動車道
(3)木之本IC - 賤ヶ岳SA - 刀根PA - (3-1)敦賀JCT - (4)敦賀IC - 杉津PA - (5)今庄IC